# Frej Ossiannilsson
Frej Ossiannilsson, švedski entomolog, * 8. december 1908, Helsingborg, Švedska, † 6. marec 1995, Uppsala.
Kariero je posvetil preučevanju podreda škržatov in škržatkov (Auchenorrhyncha), znan pa je tudi po tem, da je odkril vibracijsko komunikacijo škržatkov in osvetlil njeno anatomsko osnovo, zato velja za pionirja biotremologije.

## Življenje in delo
Rodil se je kot najstarejši od petih sinov v družini pisatelja Karla Gustava Ossiannilssona in njegove žene Naemi. Po domačem šolanju je odslužil vojaški rok in šel študirat na Univerzo v Lundu. Že v času študija se je pričel ukvarjati s škržatki in leta 1934 objavil prvi članek o favnistiki te skupine na Švedskem. Naslednje leto je diplomiral in spoznal svojo bodočo ženo Ingegärd Malström. Poročila sta se leta 1938, tega leta se jima je rodila hči Maj.
Ob izbruhu druge svetovne vojne je bil vpoklican, a je nadaljeval z entomološkim delom v domovini. Dobil je začasno zaposlitev kot asistent na Nacionalnem inštitutu za varstvo rastlin, leta 1940 pa je postal stalni sodelavec, zato je preselil družino v Stockholm. Delal je kot splošni in kmetijski entomolog ter določal žuželčje škodljivce, še vedno pa so bili škržatki njegovo osrednje zanimanje, tako da je sestavil pregled celotne švedske favne podreda Auchenorrhyncha. Takrat je njegovo pozornost pritegnila teza, da škržatki za razliko od škržatov ne proizvajajo zvoka. Vedel je, da imajo tudi škržatki timbale, podobne tistim, s katerimi se oglašajo škržati, zato je zaprl škržatka v stekleno cevko, si jo vtaknil v uho in zaslišal šibke vibracije. S tem je odkril nov način sporazumevanja žuželk. Z vedenjskimi poskusi je nato demonstriral, da so vibracije podlage ključni element dvorjenja samca samici in izdelal anatomske študije timbala ter udeleženih mišic več vrst, kar je predstavljalo njegovo doktorsko disertacijo. Delo je leta 1949 objavil pod naslovom Insect drummers. A study on the morphology and function of the sound-producing organ of Swedish Homoptera Auchenorrhyncha with notes on their sound production. Vibracijske signale, ki jih je opisoval z glasbeno notacijo, mu je uspelo celo posneti in izdati ploščo s posnetki, a so teorijo o prenosu informacij z vibracijami podlage pri žuželkah njegovi sodobniki spregledali. Delo je šele devet let kasneje nadaljevala nemška entomologinja Hildegard Strübing in še kasneje drugi raziskovalci.
Ossiannilsson je medtem postal docent na Kolidžu za agrikulturo v Uppsali (zdaj del Agrikulturne univerze v Uppsali) in kasneje profesor. Tam se je posvetil taksonomiji listnih uši in kasneje spet škržatkov ter med drugim napisal več favnističnih del o teh dveh skupinah za serijo Fauna Entomologica Scandinavica. Do svoje upokojitve leta 1974 je ustvaril zbirko več kot 20.000 preparatov listnih uši, aktiven pa je ostal tudi kasneje in razširil delovanje še na bolšice. 
Tudi večino prostega časa je posvetil nabiranju in katalogiziranju škržatkov na terenu, poleg tega pa se je ukvarjal še z umetnostjo ter vrtnarjenjem. Po zadnji objavi leta 1992 ga je prizadela možganska kap, po kateri je ostal hrom na eni strani, zato je opustil raziskovalno delo. Do smrti leta 1995 ga je negovala žena. Njegov pionirski prispevek znanosti zdaj prepoznava skupnost biotremologov, med drugim s priznanjem Insect Drummer Award za zaslužne posameznike.